# Royal National Mod
El Royal National Mod (en gaèlic escocès Am Mòd Nàiseanta Rìoghail) és el Mod nacional anual. Un mod és un festival de cançó, arts i cultura en gaèlic escocès. El Mod és organitzat cada any per An Comunn Gàidhealach (L'associació gaèlica), i inclou competicions i premis.

## Història
El Mod va ser fundat per An Comunn Gàidhealach, encara que l'església de Santa Columba de Glasgow també va tenir una gran influència en la creació del festival, quan, l'any 1891, la seva coral va ser convidada a fer un concert en gaèlic a Oban presidit per Lord Archibald Campbell. El concert va ser un gran èxit, i hi va assistir la majoria de la noblesa de la zona, incloent-hi Lluïsa de Saxònia-Coburg-Gotha. Després del concert, els cantants van ser rebuts a un sopar a l'hotel Alexandra, episodi relatat en una de les novel·les de William Black. Aquest concert fou el preludi del Mod Gaèlic, el primer dels quals es va celebrar l'any següent a la mateixa localitat d'Oban, i en el qual la coral de Santa Columba tingué gran èxit en la competició.
El Mod s'ha celebrat la majoria d'anys des del 1892. Els únics anys en què no hi va haver Mod van ser els anys de guerra 1914-1919 i 1939-1946. El títol de "Royal" (reial) no formava originàriament part del nom. Encara avui en dia, l'església de Santa Columba organitza un concert-festa per donar al tret de sortida a les recaptacions per finançar el Mod cada vegada que el festival visita Oban. A part de guanyar la competició de cors els primers tres anys, l'església ha comptat amb moltes medalles d'or al llarg dels anys.

## Competicions
El Mod té en general l'estructura de les competicions formals. Hi predominen les actuacions de corals i la música tradicional, incloent cançó gaèlica, fiddle, gaita, arpa cèltica i grups de folk. En els esdeveniments centrats en la paraula destaquen la declamació poètica tant infantil com adulta, el relat de rondalles, la lectura de la Bíblia o monòlegs humorístics. Els infants també poden presentar obres dramàtiques, i hi ha competicions de literatura escrita. Al Mod també s'hi celebra una competició de shinty, la Mod Cup, que es disputa entre els dos equips de shinty més propers a la localitat on el Mod té lloc.
Els guanyadors de les competicions de cada dia són convidats a actuar a la céilidh de guanyadors, que es fa cada vespre.
Un dels objectius del Mod és assegurar el futur de la llengua i la cultura gaèliques.
Culturalment, el Mod és comparable a l'Eisteddfod gal·lès.

## El Mod Alternatiu
El Mod aconsegueix sempre reunir una gran multitud, fet que fa que des de les autoritats locals s'organitzin més activitats a part dels actes oficials del Mod. Aquests, són anomenats El Mod Alternatiu (en anglès The Mod Fringe) de manera anàloga a l'Edinburgh Festival Fringe, nascut com un grup d'artistes alternatius que actuaven els mateixos dies que se celebrava l'Edinburgh International Festival.
Per als participants, el Mod és també una oportunitat per retrobar-se amb vells amics i fer-ne de nous. El festival es coneix popularment com Les olimpíades del Whisky, apel·latiu considerat "tant una difamació viciosa com un comentari just".

## Seguiment mediàtic
BBC Scotland ha transmès tradicionalment el més rellevant del festival tant a BBC Two com a Radio nan Gàidheal. Des de la seva estrena l'any 2008, BBC Alba ha proporcionat una gran cobertura de l'esdeveniment en gaèlic escocès. Alguns dels presentadors han estat la locutora i música Mary Ann Kennedy i la locutora gaèlica Cathy Crombie.

## Festivals passats i futurs
El Mod se celebra cada octubre i ha visitat poblacions d'arreu d'Escòcia, tant a les Terres altes d'Escòcia com a les Terres baixes d'Escòcia. Algunes d'aquestes localitats són:
- 1995 - Golspie
- 2000 - Dunoon
- 2001 - Stornoway
- 2002 - Largs
- 2003 - Oban – Mod número 100
- 2004 - Perth
- 2005 - Stornoway
- 2006 - Dunoon
- 2007 - Lochaber
- 2008 - Falkirk
- 2009 - Oban
- 2010 - Caithness
- 2011 - Hèbrides Exteriors[4]
- 2012 - Dunoon[5]
- 2013 - Paisley[6]